# Leonardo Senatore
Leonardo Senatore ist ein italienischer theoretischer Kosmologe.
Senatore studierte zunächst Flugzeugingenieurwesen an der Scuola Superiore S. Anna in Pisa, wandte sich dann aber der theoretischen Physik zu und erhielt seinen Laurea-Abschluss  2002 an der Universität Pisa und sein Diplom 2003 an der Scuola Normale Superiore in Pisa. 2006 wurde er am Massachusetts Institute of Technology bei Alan Guth promoviert. Als Post-Doktorand war er am Institute for Advanced Study (2006, bei Nima Arkani-Hamed) und der Harvard University (bei Matias Zaldarriaga). Ab 2010 war er Assistant Professor an der Stanford University und am SLAC (Department of Particle Physics and Astrophysics, PPA).
Er sucht nach Hinweisen auf  Quanteneffekte und (ewige) Inflation im frühen Universum im Kosmischen Mikrowellenhintergrund (CMB) und entwickelt effektive Feldtheorien großräumiger kosmologischer Strukturen und von Inflationsmodellen. Mit Kollegen untersuchte er die Rolle von Gravitationswellen in Inflationsmodellen des frühen Universums und des Higgsbosons und sich daraus ergebenden kosmologischen Vorhersagen.
Für 2016 erhielt er den New Horizons in Physics Prize. 2012 erhielt er einen Early Career Award des Department of Energy (DOE) und 2010 den Terman Award der Stanford University.

## Schriften
- TASI Lectures on Inflation, 2012, pdf
- mit Matias Zaldarriaga: On loops in inflation, JHEP 12, 2010, 008, Arxiv
- mit P. Creminelli, M. A. Luty, A. Nicolis: Starting the universe: stable violation of the null energy condition and non standard cosmologies, JHEP 12, 2006, 080, Arxiv
- mit K. M. Smith, M. Zaldarriaga: Non-Gaussianities in single field inflation and their optimal limits from WMAP 5-year data, JCAP, 01, 2010, 028, Arxiv
- mit C. Cheung, P. Creminelli, A. L. Fitzpatrick, J. Kaplan: The effective field theory of inflation, JHEP 03, 2008, 014,  Arxiv
- mit C. Cheung, P. Creminelli, A. L. Fitzpatrick, J. Kaplan:  On the consistency relation of the 3-point function in single field inflation, JCAP, 0802, 2008, 021, Arxiv
- mit M. Zaldarriaga: A naturally large four-point function in single field inflation, JCAP, 01, 2011, 003, Arxiv
- mit Matias Zaldarriaga: The Effective Field Theory of Multifield Inflation, JHEP, 4, 2012, 024, Arxiv
- mit José Espinosa,  Gian F. Giudice, Enrico Morgante, Antonio Riotto, Alessandro Strumia, Nikolaos Tetradis: The cosmological Higgstory of the vacuum instability, Preprint 2015, Arxiv
- mit Eva Silverstein, Matias Zaldarriaga: New sources of gravitational waves during inflation, JCAP, Arxiv
- mit Paolo Creminelli, Sergei Dubovsky, Alberto Nicolis, Matias Zaldarriaga: The Phase Transition to Eternal Inflation, JHEP, 09, 2008, 036, Arxiv
- mit Mehrdad Mirbabayi,  Eva Silverstein, Matias Zaldarriaga: Gravitational Waves and the Scale of Inflation, Phys. Rev. D 91, 2015, 063518, Arxiv
- mit John Joseph M. Carrasco, Mark P. Hertzberg: The Effective Field Theory of Cosmological Large Scale Structures, JHEP, 9, 2012, 82, Arxiv